# Ergasilus mirabilis
Ergasilus mirabilis is een eenoogkreeftjessoort uit de familie van de Ergasilidae. De wetenschappelijke naam van de soort is voor het eerst geldig gepubliceerd in 1987 door Oldewage & van As.